# Jolmasoja
Jolmasoja är en ort i Mexiko.   Den ligger i kommunen Tila och delstaten Chiapas, i den sydöstra delen av landet, 700 km öster om huvudstaden Mexico City. Jolmasoja ligger 1 275 meter över havet och antalet invånare är 283.
Terrängen runt Jolmasoja är bergig åt sydväst, men åt nordost är den kuperad. Runt Jolmasoja är det ganska tätbefolkat, med 111 invånare per kvadratkilometer. Närmaste större samhälle är Chulum Juárez, 6,0 km söder om Jolmasoja. I omgivningarna runt Jolmasoja växer i huvudsak städsegrön lövskog.